# Arremonops conirostris
Arremonops conirostris е вид птица от семейство Овесаркови (Emberizidae).

## Разпространение
Видът е разпространен в Бразилия, Венецуела, Еквадор, Колумбия, Коста Рика, Никарагуа, Панама, Перу и Хондурас.